# 7 juin 1963
Le vendredi 7 juin 1963 est le 158e jour de l'année 1963.

## Naissances
- Alexi Stival, joueur de football brésilien
- Chris Lais, chanteur allemand
- Claus-Dietrich Lahrs, homme d'affaires allemand
- Fabrice Bethuel, mathématicien français
- Gordon Gano, musicien américain
- Helena Blach Lavrsen, curleuse danoise
- Juan Lanza, joueur de rugby argentin
- Luca Fusi, footballeur italien
- Mario Acard, footballeur français
- Roberto Alagna, artiste lyrique

## Décès
- René Lescombes (né en 1921), aventurier français
- Zasu Pitts (née le 3 janvier 1894), actrice américaine

## Événements
- Inauguration à Touba (Sénégal) de la plus grande mosquée du monde noir[1], construite par la confrérie des Mourides, créée par Ahmadou Bamba.
- Sortie de la chanson Come On de Chuck Berry